# Florida Central Railroad (1986)

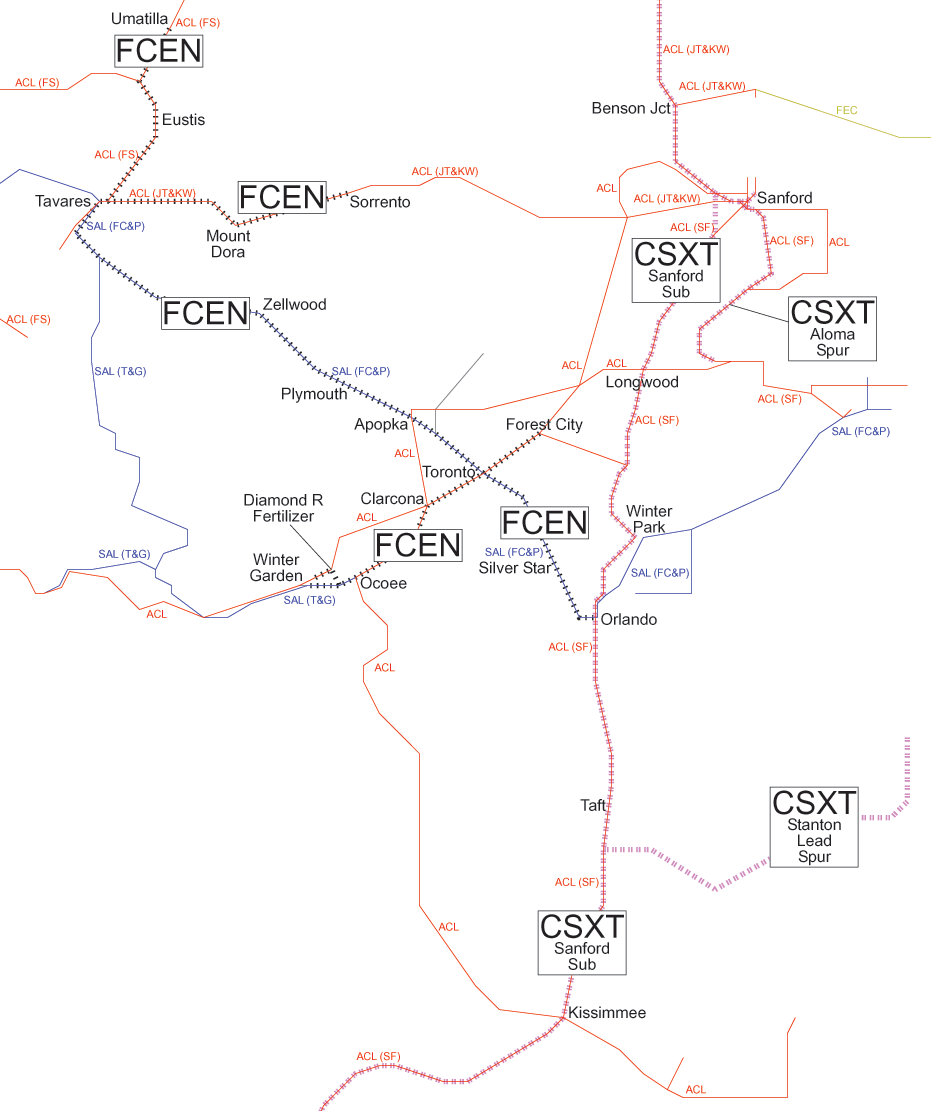
Derzeitige und frühere Bahnstrecken im Großraum Orlando, darunter die Florida Central Railroad (FCEN) und die CSX Transportation (CSXT)

Als Florida Central Railroad (FCEN) werden mehrere Eisenbahnstrecken im Verdichtungsgebiet Greater Orlando im Zentrum Floridas bezeichnet, die von der gleichnamigen Bahngesellschaft im Güterverkehr betrieben werden.

## Geschichte
Am 21. November 1986 gründete die Pinsly Railroad Company eine Tochtergesellschaft namens Florida Central Railroad Company, die folgende Bahnstrecken von der Gesellschaft CSX Transportation zur Nutzung pachtete:
- Toronto – Forest City
- Toronto – Winter Garden
- Toronto – Tavares
- Tavares – Sorrento
- Tavares – Umatilla

Am 28. September 1990 übernahm die Florida Central zusätzlich die Strecke von Toronto nach Orlando von CSX. Seitdem besteht dort ein bedeutender Knotenpunkt mit dem übrigen Eisenbahnnetz Floridas.
Im Oktober 2013 begannen umfangreiche Erneuerungen der 57 Meilen langen Strecke von Orlando über Toronto und Tavares bis Umatilla. Die Kosten belaufen sich auf 18,4 Millionen USD, die zwischen der Florida Central selbst, den Countys, dem Verkehrsministerium Floridas sowie der Federal Railroad Administration (Teil des US-Verkehrsministeriums) aufgeteilt werden. Die Erneuerungen zielen auch auf eine Nutzung im ÖPNV in ferner Zukunft ab.
Ende 2019 verkaufte Pinsly die Bahngesellschaft an den 3i-Konzern, der sie im Januar 2020 übernahm und in ein Holdingunternehmen namens Regional Rail einbrachte.